# El Cristo del océano
Pour plus de détails, voir Fiche technique et Distribution.
El Cristo del océano est un film dramatique hispano-italien réalisé par Tito Fernández, sorti en 1971.

## Synopsis
Pedrito est un garçon de onze ans qui vit seul dans un petit village de pêcheurs asturien. Son père est mort dans un naufrage et sa mère, devenue folle de ne pas avoir pu surmonter la perte de son mari, est internée dans un asile. Juan Aguirre, le camarade de son père, exerce l'autorité paternelle, même s'il n'a aucun intérêt à ce que l'enfant aille à l'école, comme le demandent avec insistance le professeur et le prêtre du village.

## Fiche technique
- Titre : El Cristo del océano
- Réalisation : Tito Fernández
- Scénario : Keith Luger, Federico De Urrutia, Alfredo Mañas, Luciano Martino, d'après Le Christ de l'océan d'Anatole France
- Producteur : Luciano Martino
- Musique : Bruno Nicolai
- Photographie: Giovanni Bergamini
- Montage : Pedro del Rey
- Costumes : Riccardo Domenici, Antonio Muñoz
- Genre : Drame
- Durée : 74 minutes
- Pays de production :  Italie,  Espagne,  Mexique
- Date de sortie : 3 mai 1971[1]

## Distribution
- Nino del Arco : Pedrito
- Paolo Gozlino : Juan Aguirre
- Pilar Velázquez : Carmen
- Leonard Mann : Manuel
- Roberto Camardiel : Don José
- Elio Marconato : Bruno
- Ana Farra : Doña Cástula
- José Manuel Martín: Lidio
- Goyo Lebrero : Agustín
- Emilio Rodríguez : un pêcheur
- María Elena Arpón : Elisa
- Perla Cristal : Toñona
- José Suárez : Don Eustaquio
- Yelena Samarina : Mère de Pedrito